# Vaginulus sloanii
Vaginulus sloanii is een slakkensoort uit de familie van de Veronicellidae. De wetenschappelijke naam van de soort is voor het eerst geldig gepubliceerd in 1817 door Cuvier.